# Distrito de Magdalena (Chachapoyas)

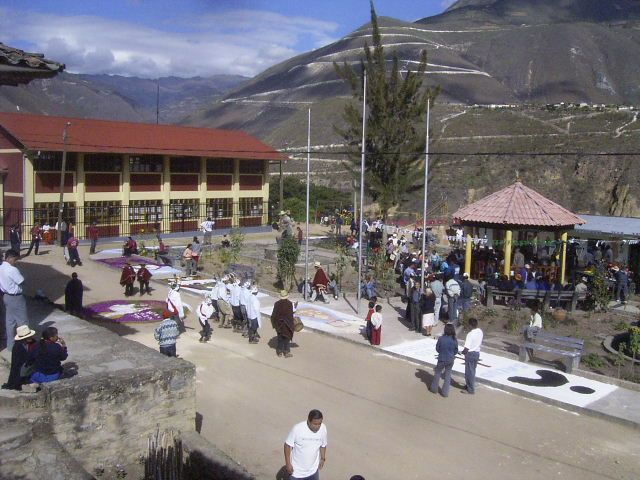
La gente del pueblo Magdalena celebra sus fiestas patronales.

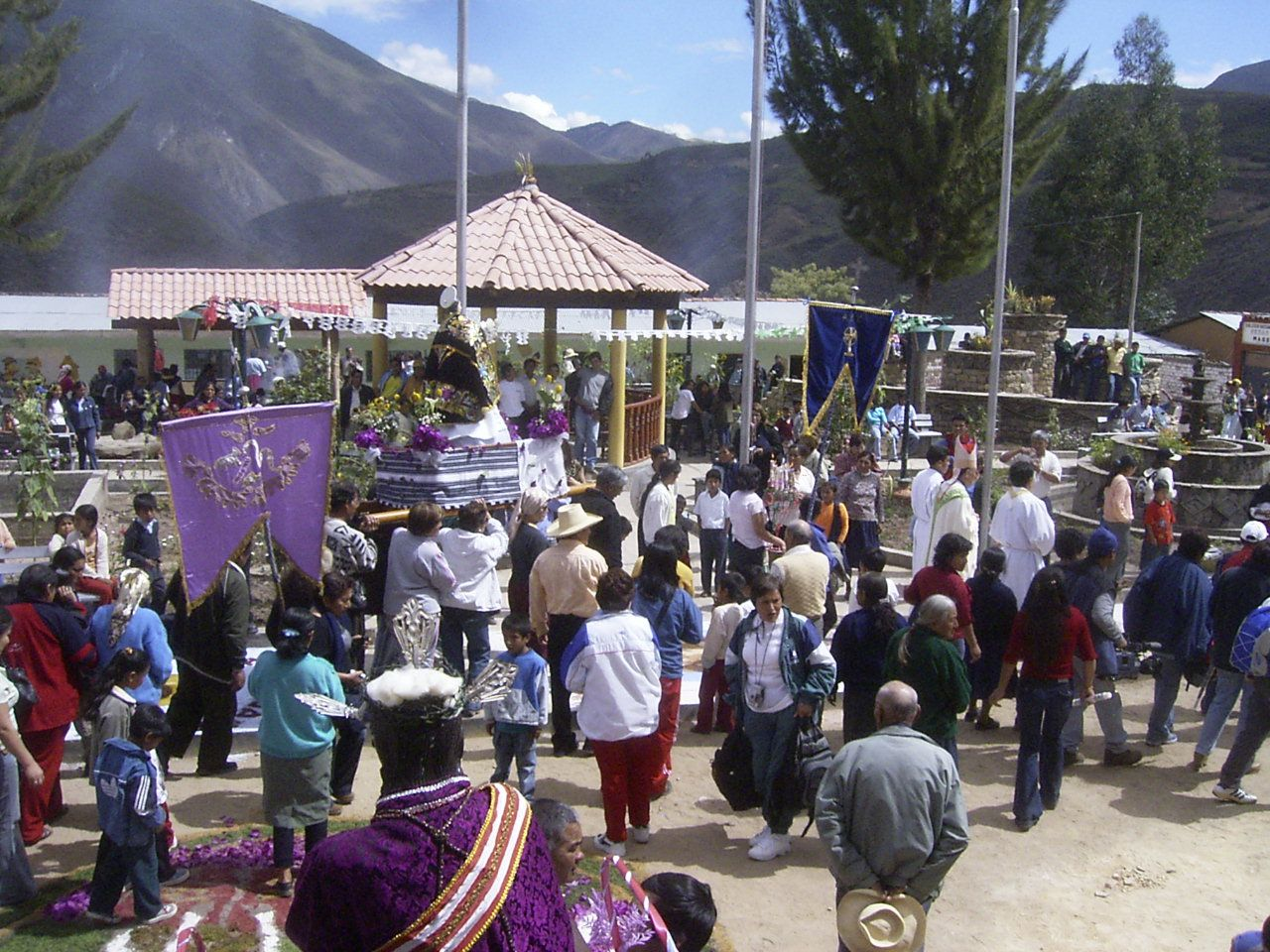
La gente del pueblo Magdalena con su patrón María Magdalena.

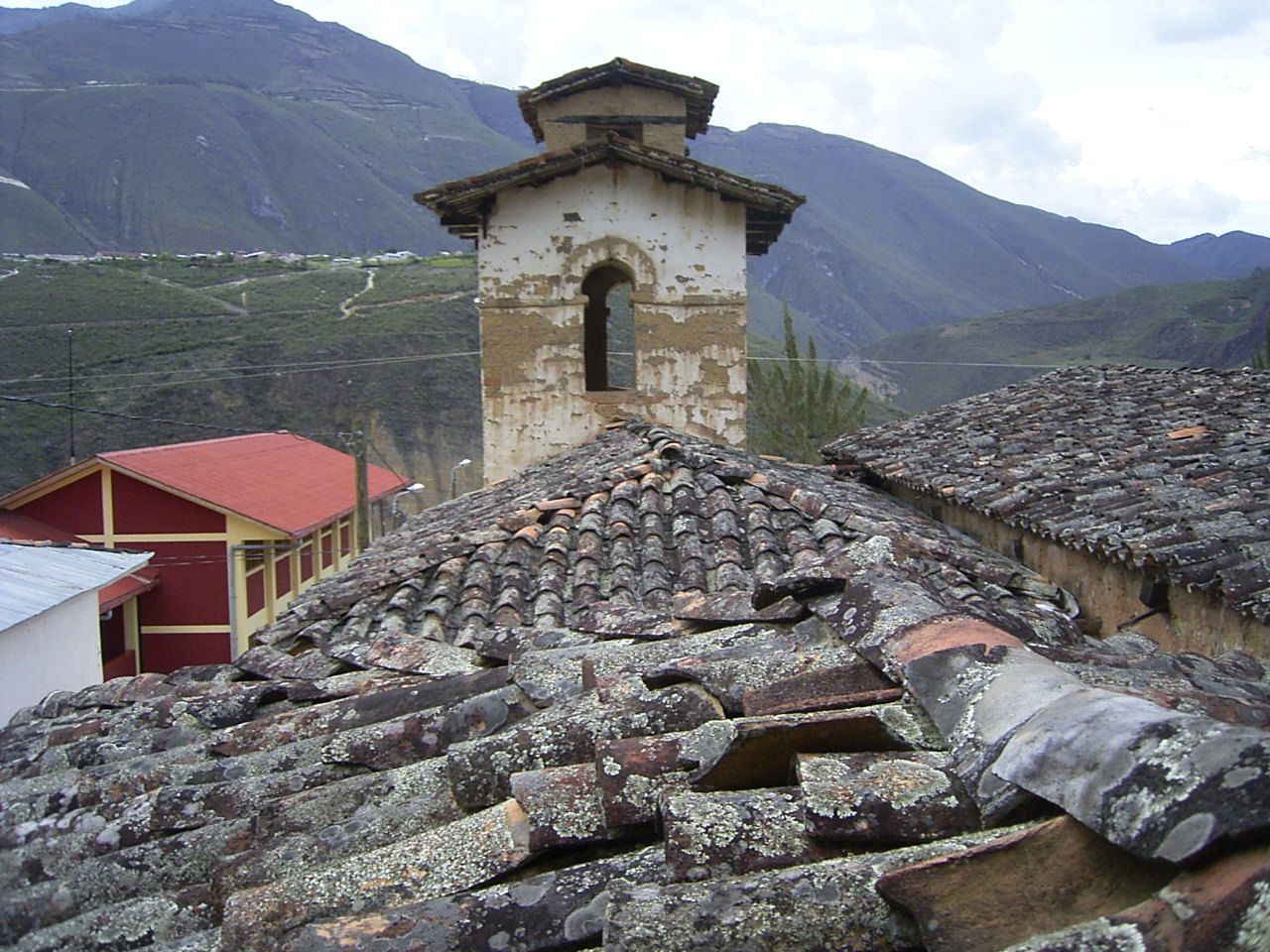
La iglesia de Magdalena.

El distrito de Magdalena es uno de los veintiún distritos de la Provincia de Chachapoyas, ubicada en el Departamento de Amazonas, en el norte del Perú. Limita por el norte con el distrito de Levanto y el distrito de San Isidro de Maino; por el este con la provincia de Rodríguez de Mendoza; por el sur con el distrito de La Jalca y; por el oeste con la provincia de Luya.

## Historia
El distrito fue creado el 3 de noviembre de 1933 mediante Ley N.º 7877, en el gobierno del Presidente de la República Óscar R. Benavides. Este distrito logró su independencia como anexo del Distrito de La Jalca mediante las gestiones del entonces Gestor Municipal Matías Guablocho.[cita requerida]

## Geografía
Abarca una superficie de 135.47 km² y tiene una población estimada mayor a 800 habitantes. Su capital es el centro poblado de Magdalena. Magdalena está ubicado donde la montaña baja hacia las orillas del Río Utcubamba. Magdalena ofrece varios lugares atractivos para turistas como las Ruinas de Macro. También destaca la plaza en el centro del pueblo.

### Pueblos y caseríos del distrito de Magdalena
La mayoría de los pueblos y caseríos del Distrito de Magdalena están ubicados en la montaña (selva), algunos también están a orillas del río Utcubamba.
| - Magdalena-pashul - Chosayacu - Condechaca - Oncecha - Huilllin - Chillca - Cangall - Luin - Gacay - Shahuante - Penca Pampa | - Cuyapina - Limón - Yurac Yacu - Agua Loca - Ajingopampa - Cuchapampa - Parsul - Olanya - Cuchipia - Paguana - Llaumote | - Laumal - Cosharan - Sahual - Lluycunga - Gosgarrillan - Gupis - Chillo - Desengado - Cedropampa - Quilcalon - Nogal Pampa |

## Autoridades

### Municipales
- 2023 - 2026[2]
  - Alcalde: Sandro Aguilar Solsol, del Movimiento Regional Victoria Amazonense.

## Festividades
Las fiestas patronales de la capital Magdalena se celebran el día de María Magdalena, el 20 de julio. 
Como comidas típicas se conoce el sancochado, el mote, el chocho, el Locro de Mote pelado y el cuy con papas entre otros. 